# Mariola Antczak
Mariola Grażyna Antczak (ur. 14 stycznia 1970 w Gdańsku) – dr hab. nauk humanistycznych w dyscyplinie bibliologia i informatologia, specjalizuje się w obszarze nauk społecznych, w naukach o komunikacji społecznej i mediach; profesor nadzwyczajny i kierownik Katedry Informatologii i Bibliologii Wydziału Filologicznego Uniwersytetu Łódzkiego.

## Życiorys
W 1994  ukończyła studia w zakresie bibliotekoznawstwa i informacji naukowej na  Uniwersytecie Łódzkim, 26 listopada 1999 obroniła pracę doktorską Wybrane elementy kultury czytelniczej ósmoklasistów szkół łódzkich. Metody pedagogiki zabawy w dziedzinie upowszechniania czytelnictwa, 16 października 2012 habilitowała się na podstawie pracy zatytułowanej Rola bibliotek i bibliotekarzy szkolnych w edukacji społeczeństwa informacyjnego na tle przeobrażeń oświatowych w Polsce w latach 1989-2007. Otrzymała nominację profesorską.
Piastuje stanowisko profesora nadzwyczajnego i kierownika w Katedrze Informatologii i Bibliologii na Wydziale Filologicznego Uniwersytetu Łódzkiego.